# Klasztor Syryjczyków
Klasztor Syryjczyków (arab. دير العذراء - السريان, Dajr al-azra'a - as-Surjani, Dayr as-Suryānī ) – koptyjski klasztor, położony w Wadi an-Natrun (starożytne Skete) w północnym Egipcie (około 90 km od Kairu). Założony został w VI wieku przez trzech mnichów klasztoru Świętego Paisjusza, którzy pod wpływem doktryny monofizytyzmu opuścili macierzysty erem i założyli w pobliżu odrębny. Klasztor pełni swoją rolę aż po czasy współczesne.

## Historia
Klasztor Syryjczyków został założony w VI wieku przez trzech mnichów klasztoru Świętego Paisjusza, którzy uznając doktrynę monofizytyzmu opuścili macierzysty erem i założyli w pobliżu odrębny. Klasztor ten był jednym z 50 eremów zbudowanych na terenie starożytnego Skete. Istniejący do czasów współczesnych kościół klasztorny jest datowany na rok 645 (lub według innych danych 980). Około 710 roku klasztor został sprzedany kupcom syryjskim, którzy ustanowili w nim erem dla mnichów z Syrii. Funkcjonował pod nazwą klasztor Matki Boga Syryjczyków. Podczas najazdu nomadów w 817 został zniszczony. Po odbudowie w roku 850 nadal pozostawał we władaniu Syryjczyków. W IX wieku powstał klasztorny donżon i mury obronne. W 1636 roku Synod koptyjskiego Patriarchatu ustanowił przełożonym klasztoru mnicha koptyjskiego. Klasztor Syryjczyków jest jednym z czterech klasztorów starożytnego Skete, które przetrwały do czasów współczesnych. Z tego klasztoru wywodził się Szenuda III, patriarcha Koptyjskiego Kościoła Ortodoksyjnego w latach 1971–2012.

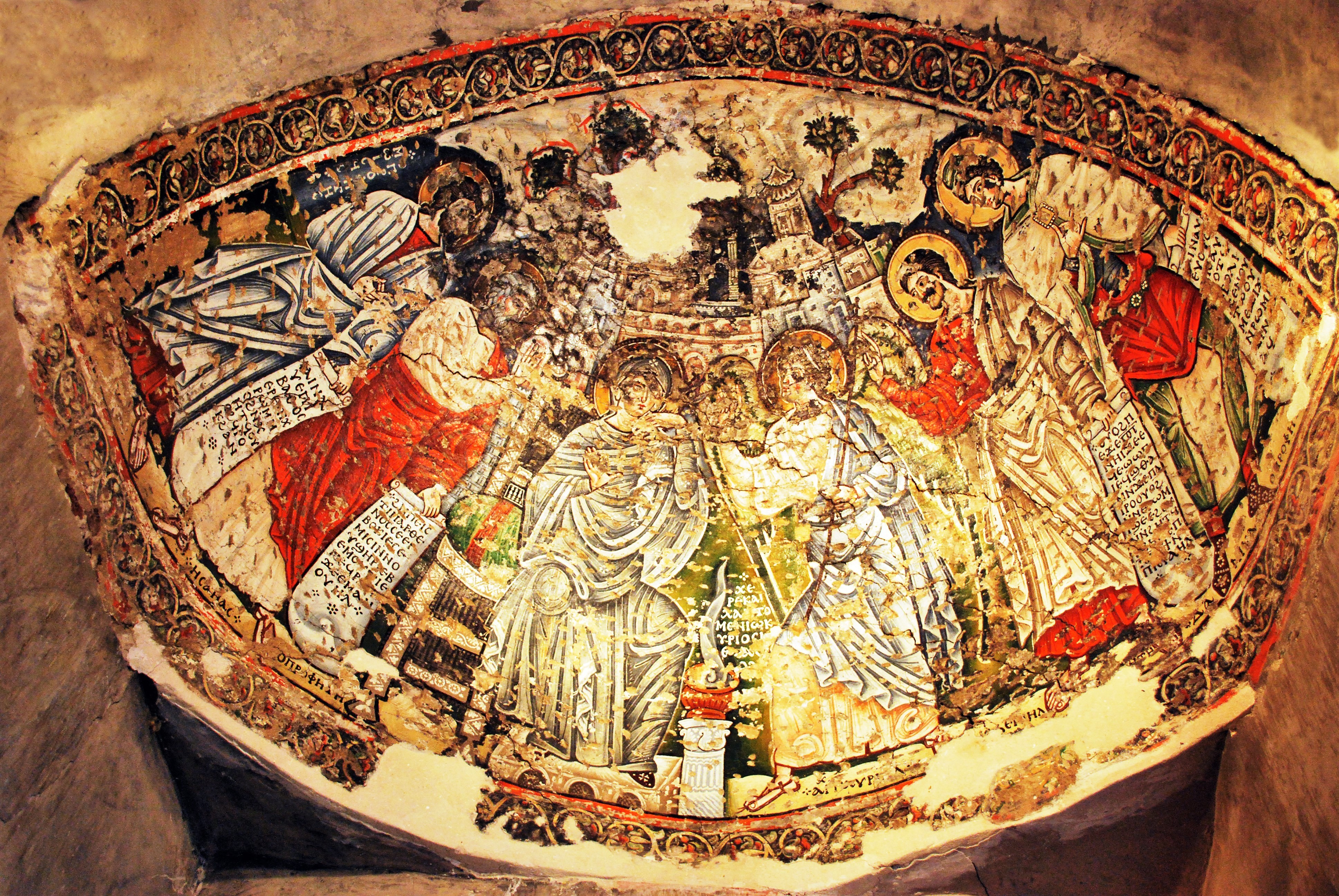
Fresk „Zwiastowania Wśród Czterech Proroków” w kościele Najświętszej Marii Panny. Postaci od lewej do prawej: Mojżesz, Izajasz, Maryja Dziewica, Archanioł Gabriel, Ezechiel i Daniel

## Architektura
Główną świątynią klasztoru jest kościół Najświętszej Marii Panny, datowany na 645 lub 980 rok. Podczas prac renowacyjnych (1991), pod późniejszymi warstwami pochodzącymi z okresu zwierzchnictwa syryjskiego, odkryto fresk przedstawiający scenę Zwiastowania (wg publikacji koptyjskiej Fundacji św. Marka) lub Wniebowstąpienia (według informacji UNESCO). Malowidło datowane jest na wiek X. W kościele przechowywane są relikwie Czterdziestu męczenników z Sebasty oraz św. Hennisa i św. Marutha. Klasztorny donżon ma cztery kondygnacje. Na drugiej kondygnacji znajduje się wejście, które skomunikowane jest z klasztorem za pomocą drewnianego, zwodzonego mostku, oraz kaplica. Na trzeciej kondygnacji także kaplica. Na najwyższym piętrze znajduje się kolejna kaplica oraz cele mnichów.